# 1201
Portal Geschichte | Portal Biografien | Aktuelle Ereignisse | Jahreskalender | Tagesartikel

◄ |
12. Jahrhundert |
13. Jahrhundert
| 14. Jahrhundert | ►

◄ |
1170er |
1180er |
1190er |
1200er
| 1210er | 1220er | 1230er | ►

◄◄ |
◄ |
1197 |
1198 |
1199 |
1200 |
1201
| 1202 | 1203 | 1204 | 1205 | ► | ►►
Staatsoberhäupter  · Nekrolog
| Januar | Januar | Januar | Januar | Januar | Januar | Januar | Januar |
| Kw     | Mo     | Di     | Mi     | Do     | Fr     | Sa     | So     |
| 1      | 1      | 2      | 3      | 4      | 5      | 6      | 7      |
| 2      | 8      | 9      | 10     | 11     | 12     | 13     | 14     |
| 3      | 15     | 16     | 17     | 18     | 19     | 20     | 21     |
| 4      | 22     | 23     | 24     | 25     | 26     | 27     | 28     |
| 5      | 29     | 30     | 31     |        |        |        |        |
| ------ | ------ | ------ | ------ | ------ | ------ | ------ | ------ |

| Februar | Februar | Februar | Februar | Februar | Februar | Februar | Februar |
| Kw      | Mo      | Di      | Mi      | Do      | Fr      | Sa      | So      |
| 5       |         |         |         | 1       | 2       | 3       | 4       |
| 6       | 5       | 6       | 7       | 8       | 9       | 10      | 11      |
| 7       | 12      | 13      | 14      | 15      | 16      | 17      | 18      |
| 8       | 19      | 20      | 21      | 22      | 23      | 24      | 25      |
| 9       | 26      | 27      | 28      |         |         |         |         |
| ------- | ------- | ------- | ------- | ------- | ------- | ------- | ------- |

| März | März | März | März | März | März | März | März |
| Kw   | Mo   | Di   | Mi   | Do   | Fr   | Sa   | So   |
| 9    |      |      |      | 1    | 2    | 3    | 4    |
| 10   | 5    | 6    | 7    | 8    | 9    | 10   | 11   |
| 11   | 12   | 13   | 14   | 15   | 16   | 17   | 18   |
| 12   | 19   | 20   | 21   | 22   | 23   | 24   | 25   |
| 13   | 26   | 27   | 28   | 29   | 30   | 31   |      |
| ---- | ---- | ---- | ---- | ---- | ---- | ---- | ---- |

| April | April | April | April | April | April | April | April |
| Kw    | Mo    | Di    | Mi    | Do    | Fr    | Sa    | So    |
| 13    |       |       |       |       |       |       | 1     |
| 14    | 2     | 3     | 4     | 5     | 6     | 7     | 8     |
| 15    | 9     | 10    | 11    | 12    | 13    | 14    | 15    |
| 16    | 16    | 17    | 18    | 19    | 20    | 21    | 22    |
| 17    | 23    | 24    | 25    | 26    | 27    | 28    | 29    |
| 18    | 30    |       |       |       |       |       |       |
| ----- | ----- | ----- | ----- | ----- | ----- | ----- | ----- |

| Mai | Mai | Mai | Mai | Mai | Mai | Mai | Mai |
| Kw  | Mo  | Di  | Mi  | Do  | Fr  | Sa  | So  |
| 18  |     | 1   | 2   | 3   | 4   | 5   | 6   |
| 19  | 7   | 8   | 9   | 10  | 11  | 12  | 13  |
| 20  | 14  | 15  | 16  | 17  | 18  | 19  | 20  |
| 21  | 21  | 22  | 23  | 24  | 25  | 26  | 27  |
| 22  | 28  | 29  | 30  | 31  |     |     |     |
| --- | --- | --- | --- | --- | --- | --- | --- |

| Juni | Juni | Juni | Juni | Juni | Juni | Juni | Juni |
| Kw   | Mo   | Di   | Mi   | Do   | Fr   | Sa   | So   |
| 22   |      |      |      |      | 1    | 2    | 3    |
| 23   | 4    | 5    | 6    | 7    | 8    | 9    | 10   |
| 24   | 11   | 12   | 13   | 14   | 15   | 16   | 17   |
| 25   | 18   | 19   | 20   | 21   | 22   | 23   | 24   |
| 26   | 25   | 26   | 27   | 28   | 29   | 30   |      |
| ---- | ---- | ---- | ---- | ---- | ---- | ---- | ---- |

| Juli | Juli | Juli | Juli | Juli | Juli | Juli | Juli |
| Kw   | Mo   | Di   | Mi   | Do   | Fr   | Sa   | So   |
| 26   |      |      |      |      |      |      | 1    |
| 27   | 2    | 3    | 4    | 5    | 6    | 7    | 8    |
| 28   | 9    | 10   | 11   | 12   | 13   | 14   | 15   |
| 29   | 16   | 17   | 18   | 19   | 20   | 21   | 22   |
| 30   | 23   | 24   | 25   | 26   | 27   | 28   | 29   |
| 31   | 30   | 31   |      |      |      |      |      |
| ---- | ---- | ---- | ---- | ---- | ---- | ---- | ---- |

| August | August | August | August | August | August | August | August |
| Kw     | Mo     | Di     | Mi     | Do     | Fr     | Sa     | So     |
| 31     |        |        | 1      | 2      | 3      | 4      | 5      |
| 32     | 6      | 7      | 8      | 9      | 10     | 11     | 12     |
| 33     | 13     | 14     | 15     | 16     | 17     | 18     | 19     |
| 34     | 20     | 21     | 22     | 23     | 24     | 25     | 26     |
| 35     | 27     | 28     | 29     | 30     | 31     |        |        |
| ------ | ------ | ------ | ------ | ------ | ------ | ------ | ------ |

| September | September | September | September | September | September | September | September |
| Kw        | Mo        | Di        | Mi        | Do        | Fr        | Sa        | So        |
| 35        |           |           |           |           |           | 1         | 2         |
| 36        | 3         | 4         | 5         | 6         | 7         | 8         | 9         |
| 37        | 10        | 11        | 12        | 13        | 14        | 15        | 16        |
| 38        | 17        | 18        | 19        | 20        | 21        | 22        | 23        |
| 39        | 24        | 25        | 26        | 27        | 28        | 29        | 30        |
| --------- | --------- | --------- | --------- | --------- | --------- | --------- | --------- |

| Oktober | Oktober | Oktober | Oktober | Oktober | Oktober | Oktober | Oktober |
| Kw      | Mo      | Di      | Mi      | Do      | Fr      | Sa      | So      |
| 40      | 1       | 2       | 3       | 4       | 5       | 6       | 7       |
| 41      | 8       | 9       | 10      | 11      | 12      | 13      | 14      |
| 42      | 15      | 16      | 17      | 18      | 19      | 20      | 21      |
| 43      | 22      | 23      | 24      | 25      | 26      | 27      | 28      |
| 44      | 29      | 30      | 31      |         |         |         |         |
| ------- | ------- | ------- | ------- | ------- | ------- | ------- | ------- |

| November | November | November | November | November | November | November | November |
| Kw       | Mo       | Di       | Mi       | Do       | Fr       | Sa       | So       |
| 44       |          |          |          | 1        | 2        | 3        | 4        |
| 45       | 5        | 6        | 7        | 8        | 9        | 10       | 11       |
| 46       | 12       | 13       | 14       | 15       | 16       | 17       | 18       |
| 47       | 19       | 20       | 21       | 22       | 23       | 24       | 25       |
| 48       | 26       | 27       | 28       | 29       | 30       |          |          |
| -------- | -------- | -------- | -------- | -------- | -------- | -------- | -------- |

| Dezember | Dezember | Dezember | Dezember | Dezember | Dezember | Dezember | Dezember |
| Kw       | Mo       | Di       | Mi       | Do       | Fr       | Sa       | So       |
| 48       |          |          |          |          |          | 1        | 2        |
| 49       | 3        | 4        | 5        | 6        | 7        | 8        | 9        |
| 50       | 10       | 11       | 12       | 13       | 14       | 15       | 16       |
| 51       | 17       | 18       | 19       | 20       | 21       | 22       | 23       |
| 52       | 24       | 25       | 26       | 27       | 28       | 29       | 30       |
| 1        | 31       |          |          |          |          |          |          |
| -------- | -------- | -------- | -------- | -------- | -------- | -------- | -------- |

| Januar | Januar | Januar | Januar | Januar | Januar | Januar | Januar |
| Kw     | Mo     | Di     | Mi     | Do     | Fr     | Sa     | So     |
| 1      | 1      | 2      | 3      | 4      | 5      | 6      | 7      |
| 2      | 8      | 9      | 10     | 11     | 12     | 13     | 14     |
| 3      | 15     | 16     | 17     | 18     | 19     | 20     | 21     |
| 4      | 22     | 23     | 24     | 25     | 26     | 27     | 28     |
| 5      | 29     | 30     | 31     |        |        |        |        |
| ------ | ------ | ------ | ------ | ------ | ------ | ------ | ------ |

| Februar | Februar | Februar | Februar | Februar | Februar | Februar | Februar |
| Kw      | Mo      | Di      | Mi      | Do      | Fr      | Sa      | So      |
| 5       |         |         |         | 1       | 2       | 3       | 4       |
| 6       | 5       | 6       | 7       | 8       | 9       | 10      | 11      |
| 7       | 12      | 13      | 14      | 15      | 16      | 17      | 18      |
| 8       | 19      | 20      | 21      | 22      | 23      | 24      | 25      |
| 9       | 26      | 27      | 28      |         |         |         |         |
| ------- | ------- | ------- | ------- | ------- | ------- | ------- | ------- |

| März | März | März | März | März | März | März | März |
| Kw   | Mo   | Di   | Mi   | Do   | Fr   | Sa   | So   |
| 9    |      |      |      | 1    | 2    | 3    | 4    |
| 10   | 5    | 6    | 7    | 8    | 9    | 10   | 11   |
| 11   | 12   | 13   | 14   | 15   | 16   | 17   | 18   |
| 12   | 19   | 20   | 21   | 22   | 23   | 24   | 25   |
| 13   | 26   | 27   | 28   | 29   | 30   | 31   |      |
| ---- | ---- | ---- | ---- | ---- | ---- | ---- | ---- |

| April | April | April | April | April | April | April | April |
| Kw    | Mo    | Di    | Mi    | Do    | Fr    | Sa    | So    |
| 13    |       |       |       |       |       |       | 1     |
| 14    | 2     | 3     | 4     | 5     | 6     | 7     | 8     |
| 15    | 9     | 10    | 11    | 12    | 13    | 14    | 15    |
| 16    | 16    | 17    | 18    | 19    | 20    | 21    | 22    |
| 17    | 23    | 24    | 25    | 26    | 27    | 28    | 29    |
| 18    | 30    |       |       |       |       |       |       |
| ----- | ----- | ----- | ----- | ----- | ----- | ----- | ----- |

| Mai | Mai | Mai | Mai | Mai | Mai | Mai | Mai |
| Kw  | Mo  | Di  | Mi  | Do  | Fr  | Sa  | So  |
| 18  |     | 1   | 2   | 3   | 4   | 5   | 6   |
| 19  | 7   | 8   | 9   | 10  | 11  | 12  | 13  |
| 20  | 14  | 15  | 16  | 17  | 18  | 19  | 20  |
| 21  | 21  | 22  | 23  | 24  | 25  | 26  | 27  |
| 22  | 28  | 29  | 30  | 31  |     |     |     |
| --- | --- | --- | --- | --- | --- | --- | --- |

| Juni | Juni | Juni | Juni | Juni | Juni | Juni | Juni |
| Kw   | Mo   | Di   | Mi   | Do   | Fr   | Sa   | So   |
| 22   |      |      |      |      | 1    | 2    | 3    |
| 23   | 4    | 5    | 6    | 7    | 8    | 9    | 10   |
| 24   | 11   | 12   | 13   | 14   | 15   | 16   | 17   |
| 25   | 18   | 19   | 20   | 21   | 22   | 23   | 24   |
| 26   | 25   | 26   | 27   | 28   | 29   | 30   |      |
| ---- | ---- | ---- | ---- | ---- | ---- | ---- | ---- |

| Juli | Juli | Juli | Juli | Juli | Juli | Juli | Juli |
| Kw   | Mo   | Di   | Mi   | Do   | Fr   | Sa   | So   |
| 26   |      |      |      |      |      |      | 1    |
| 27   | 2    | 3    | 4    | 5    | 6    | 7    | 8    |
| 28   | 9    | 10   | 11   | 12   | 13   | 14   | 15   |
| 29   | 16   | 17   | 18   | 19   | 20   | 21   | 22   |
| 30   | 23   | 24   | 25   | 26   | 27   | 28   | 29   |
| 31   | 30   | 31   |      |      |      |      |      |
| ---- | ---- | ---- | ---- | ---- | ---- | ---- | ---- |

| August | August | August | August | August | August | August | August |
| Kw     | Mo     | Di     | Mi     | Do     | Fr     | Sa     | So     |
| 31     |        |        | 1      | 2      | 3      | 4      | 5      |
| 32     | 6      | 7      | 8      | 9      | 10     | 11     | 12     |
| 33     | 13     | 14     | 15     | 16     | 17     | 18     | 19     |
| 34     | 20     | 21     | 22     | 23     | 24     | 25     | 26     |
| 35     | 27     | 28     | 29     | 30     | 31     |        |        |
| ------ | ------ | ------ | ------ | ------ | ------ | ------ | ------ |

| September | September | September | September | September | September | September | September |
| Kw        | Mo        | Di        | Mi        | Do        | Fr        | Sa        | So        |
| 35        |           |           |           |           |           | 1         | 2         |
| 36        | 3         | 4         | 5         | 6         | 7         | 8         | 9         |
| 37        | 10        | 11        | 12        | 13        | 14        | 15        | 16        |
| 38        | 17        | 18        | 19        | 20        | 21        | 22        | 23        |
| 39        | 24        | 25        | 26        | 27        | 28        | 29        | 30        |
| --------- | --------- | --------- | --------- | --------- | --------- | --------- | --------- |

| Oktober | Oktober | Oktober | Oktober | Oktober | Oktober | Oktober | Oktober |
| Kw      | Mo      | Di      | Mi      | Do      | Fr      | Sa      | So      |
| 40      | 1       | 2       | 3       | 4       | 5       | 6       | 7       |
| 41      | 8       | 9       | 10      | 11      | 12      | 13      | 14      |
| 42      | 15      | 16      | 17      | 18      | 19      | 20      | 21      |
| 43      | 22      | 23      | 24      | 25      | 26      | 27      | 28      |
| 44      | 29      | 30      | 31      |         |         |         |         |
| ------- | ------- | ------- | ------- | ------- | ------- | ------- | ------- |

| November | November | November | November | November | November | November | November |
| Kw       | Mo       | Di       | Mi       | Do       | Fr       | Sa       | So       |
| 44       |          |          |          | 1        | 2        | 3        | 4        |
| 45       | 5        | 6        | 7        | 8        | 9        | 10       | 11       |
| 46       | 12       | 13       | 14       | 15       | 16       | 17       | 18       |
| 47       | 19       | 20       | 21       | 22       | 23       | 24       | 25       |
| 48       | 26       | 27       | 28       | 29       | 30       |          |          |
| -------- | -------- | -------- | -------- | -------- | -------- | -------- | -------- |

| Dezember | Dezember | Dezember | Dezember | Dezember | Dezember | Dezember | Dezember |
| Kw       | Mo       | Di       | Mi       | Do       | Fr       | Sa       | So       |
| 48       |          |          |          |          |          | 1        | 2        |
| 49       | 3        | 4        | 5        | 6        | 7        | 8        | 9        |
| 50       | 10       | 11       | 12       | 13       | 14       | 15       | 16       |
| 51       | 17       | 18       | 19       | 20       | 21       | 22       | 23       |
| 52       | 24       | 25       | 26       | 27       | 28       | 29       | 30       |
| 1        | 31       |          |          |          |          |          |          |
| -------- | -------- | -------- | -------- | -------- | -------- | -------- | -------- |

## Ereignisse

### Politik und Weltgeschehen

#### Deutscher Thronstreit
- Papst Innozenz III. bezieht Stellung im Deutschen Thronstreit: Nachdem Otto von Braunschweig am 8. Juni in Neuss einen Eid geschworen hat, dass er die päpstlichen Rechte in Mittel- und Unteritalien wahren werde, gibt der päpstliche Legat Guido von Palestrina am 3. Juli in Köln die Anerkennung des Welfen bekannt. Otto IV. verzichtet dafür auf weite Gebiete Reichsitaliens und auf eine eigenständige Italienpolitik.
- 9. September: Philipp von Schwaben nimmt an der feierlichen Erhebung der Gebeine der von Innozenz im Vorjahr heiliggesprochenen Kaiserin Kunigunde von Luxemburg teil.
- Innozenz III. bannt Philipp von Schwaben und seine Anhänger, insbesondere die Verfasser der Speyerer Fürstenerklärung.

#### Weitere Ereignisse im Heiligen Römischen Reich
- 22. März: Jaroslaw, Herzog von Oppeln, stirbt. Dadurch fällt das Herzogtum wieder an seinen Vater Boleslaw I. von Schlesien. Nach Boleslaws Tod am 18. Dezember fällt das gesamte Herzogtum an seinen Sohn Heinrich den Bärtigen. Doch auch Heinrichs Onkel Mieszko I. von Ratibor erhebt Anspruch auf das (Teil-)Herzogtum von Oppeln.
- Herzog Waldemar II. von Schleswig besiegt mit der Unterstützung seines Bruders Knut VI. von Dänemark in der Schlacht bei Stellau Graf Adolf III. von Schauenburg und Holstein und nimmt ihn gefangen.

#### Baltikum
- Der Bremer Domherr Albert von Buxthoeven, seit 1199 Bischof von Livland, gründet gemeinsam mit Kaufleuten die Stadt Riga an der Mündung der Düna und verlegt seinen Bischofssitz vom nahen Uexküll dorthin.

#### Britische Inseln
- 25. Juli: Nach dem Tod von Gruffydd ap Rhys, Fürst des walisischen Fürstentums von Deheubarth, führt sein Bruder Maelgwn ap Rhys seinen Kampf gegen Gruffydds Söhne und Erben Rhys ap Gruffydd und Owain ap Gruffydd fort. Im gleichen Jahr erobert er Cilgerran Castle.
- Llywelyn ab Iorwerth festigt seine Herrschaft über das Königreich Gwynedd und annektiert im Norden Eifionydd und Llŷn. Im Juli schließt er einen Vertrag mit König John von England ab. Dieses Dokument ist das älteste geschriebene Abkommen zwischen einem englischen König und einem walisischen Herrscher. Unter den Vertragsbedingungen steht, dass Llywelyn König Johann die Lehnstreue schwören muss sowie dem König zu huldigen hat. Im Gegenzug bestätigt der englische König Llywelyns durch Eroberung erlangten Besitz.

#### Byzantinisches Reich
- 31. Juli: Der byzantinische Adelige Johannes Komnenos der Dicke erhebt sich, möglicherweise auf Anstiftung des ehrgeizigen Alexios Dukas Murtzuphlos, mit Unterstützung der Bevölkerung von Konstantinopel gegen Kaiser Alexios III. Angelos. Der Prätendent lässt sich in der Hagia Sophia von einem Mönch krönen, während seine Anhänger das Hippodrom unter ihre Kontrolle bringen und sich im Großen Palast festsetzen. Von seiner Residenz im Blachernen-Palast aus entsendet Alexios III. seinen Schwiegersohn Alexios Palaiologos mit einer Seestreitmacht über das Goldene Horn gegen das Palastviertel. Die kaiserlichen Truppen unterwerfen schon am nächsten Morgen mithilfe der Warägergarde die Unterstützer des Johannes, der festgenommen und enthauptet wird.

#### Vierter Kreuzzug und Heiliges Land

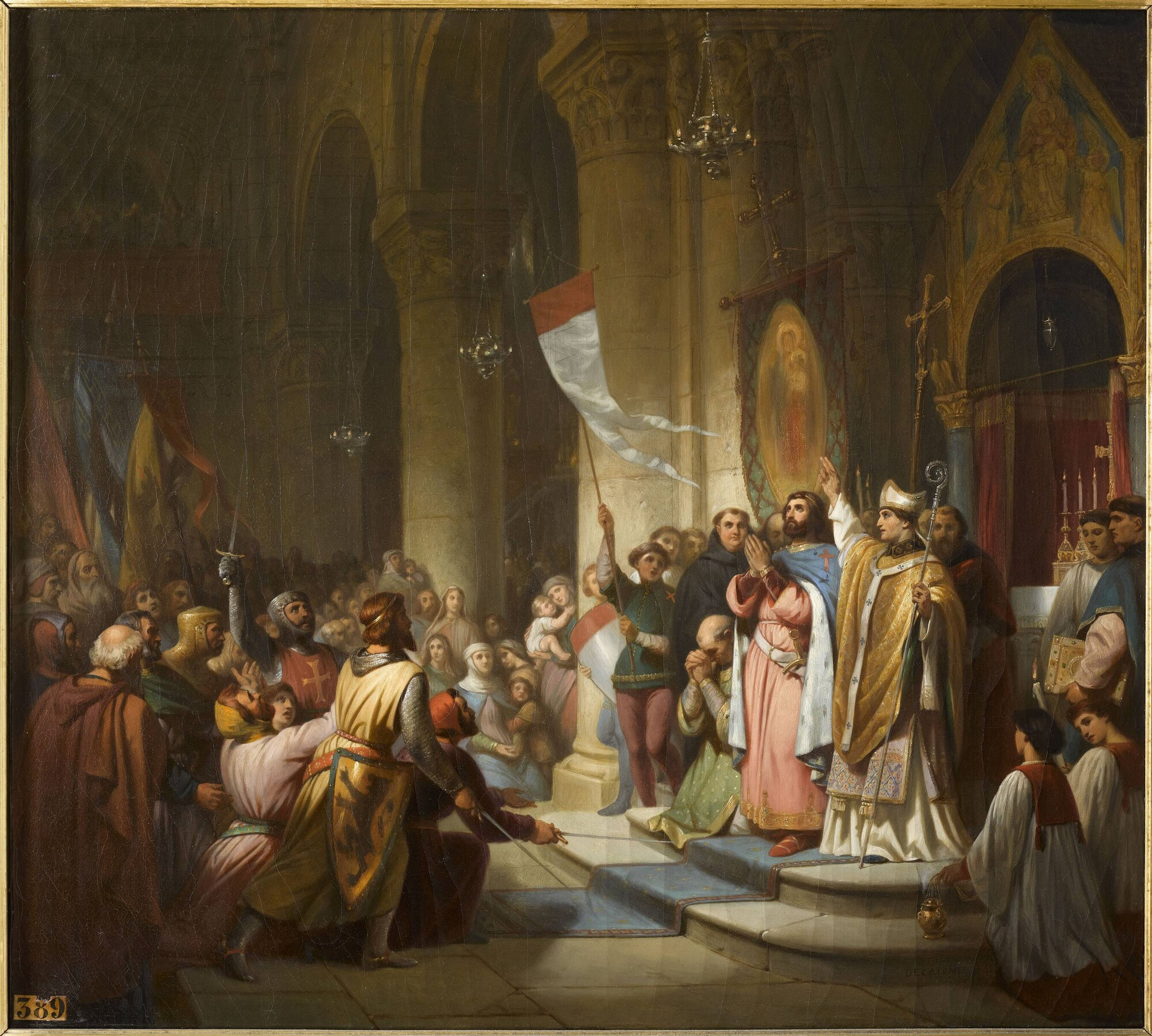
Bonifatius von Montferrat wird zum Anführer des Vierten Kreuzzuges gewählt.
Historisierendes Gemälde von Henri Decaisne, um 1840

- Nach dem Tod von Graf Theobald III. von Champagne am 24. Mai wählen die Kreuzfahrer im Juni auf einem rasch einberufenen Konzil in Soissons auf Vorschlag von Gottfried von Villehardouin den italienischen Markgrafen Bonifatius I. von Montferrat als Anführer des geplanten Vierten Kreuzzuges.
- Im Laufe des Jahres kommen unter dem Einfluss des exilierten byzantinischen Prinzen Alexios Angelos erstmals Pläne auf, den Kreuzzug vom Heiligen Land nach Konstantinopel umzuleiten. Die Pläne werden von Papst Innozenz III. sofort zurückgewiesen und jeglicher Kampf gegen eine christliche Macht explizit verboten.
- Nach dem Tod von Bohemund III. erbt sein Sohn Bohemund IV., Graf von Tripolis, das Fürstentum Antiochia. Doch auch sein Neffe Raimund erhebt Anspruch auf die Herrschaft.

Großmeisterwappen Philippes du Plessiez

- Philippe du Plessiez folgt dem im Vorjahr verstorbenen Gilbert Hérail als Großmeister des Templerordens.

#### Urkundliche Ersterwähnungen
- Für die Stadt Lübeck ist erstmals ein Stadtrat urkundlich nachweisbar.
- Die heutige Minderstadt Šatov wird als Schattau erstmals urkundlich erwähnt.
- Egerkingen, Halten, Mattstetten, Steinhof und Tentlingen werden erstmals urkundlich erwähnt.

### Wirtschaft
- Der Canale Battaglia, der Padua mit den Städten Monselice und Este verbindet, wird fertiggestellt.

### Religion
- Robert von England wird als Nachfolger des am 6. Oktober verstorbenen Johannes V. Bavor Bischof von Olmütz.
- Benedictus Faletro wird Patriarch von Grado.
- Das französische Kloster Villeneuve wird gegründet.
- Dunkeswell Abbey in England und Valle Crucis Abbey in Wales werden gegründet.

### Katastrophen
- 4. Mai: Starkes Erdbeben in Oberkärnten mit dem Epizentrum im Liesertal; historische Überlieferungen der Zerstörung der Burgen Katsch und Weißenstein sowie einiger Kirchen (s. 1202) werden angezweifelt.[1]

## Geboren

### Geburtsdatum gesichert
- 30. Mai: Theobald I., Graf der Champagne und König von Navarra († 1253)
- 9. Oktober: Robert von Sorbon, französischer Theologe († 1274)
- 10. Oktober: Richard de Fournival, französischer Kleriker, Gelehrter, Chirurg, Astronom, Alchimist, Bibliothekar, Dichter und Musiker († 1260)

### Genaues Geburtsdatum unbekannt
- Arnold Fitz Thedmar, hansischer Großkaufmann mit Sitz in London und Verfasser einer Chronik († nach 1274)
- Daniel, Fürst der Rus im Fürstentum Halytsch-Wolodymyr und dem Fürstentum Kiew († 1264)
- Johann I., König von Schweden († 1222)
- Thomas von Cantimpré, Theologe, Naturforscher und Enzyklopädist († 1270 oder 1272)
- Nasir ad-Din at-Tusi, persischer schiitischer Theologe, Mathematiker, Astronom, Philosoph und Forscher († 1274)

### Geboren um 1201
- Wilhelm von Savoyen, Bischof von Valence und Bischof von Lüttich († 1239)

## Gestorben

### Todesdatum gesichert

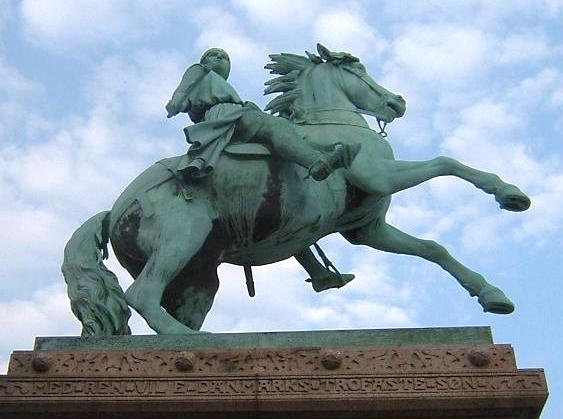
Reiterstandbild von Absalon von Lund

- 21. März: Absalon von Lund, Heiliger, Erzbischof von Lund, dänischer Kirchen-, Kloster- und Städtegründer (* 1128)
- 22. März: Jaroslaw, Herzog von Oppeln (* zw. 1143 und 1163)
- 24. Mai: Theobald III., Graf der Champagne (* 1179)
- 4. Juni: Imad ad-Din al-Isfahani, muslimischer Chronist (* 1125)
- 16. Juni: Ibn al-Dschauzī, hanbalitischer Gelehrter, Polyhistor und Prediger (* 1116)
- 25. Juli: Gruffydd ap Rhys, Herrscher des walisischen Fürstentums Deheubarth (* um 1160)
- 1. August: Johannes Komnenos der Dicke, byzantinischer Aristokrat und Usurpator (* vor 1167)
- 5. September: Konstanze von der Bretagne, Herzogin der Bretagne (* 1161)
- 6. Oktober: Johannes V. Bavor, Bischof von Olmütz
- 18. Dezember: Boleslaw I., Herzog von Schlesien (* 1127)

### Genaues Todesdatum unbekannt
- Juli: Agnes von Meran, Königin von Frankreich (* 1175)
- September: Gilbert of Seagrave, englischer Ritter
- Oktober: Timo, Bischof von Bamberg
- Bohemund III., Fürst von Antiochia (* 1144)
- Roger von Hoveden, englischer  Priester, Chronist, Historiker und Diplomat

### Gestorben um 1201
- William von Perth, englischer Märtyrer und Heiliger der katholischen Kirche